# Marco Túlio Tirão
Marco Túlio Tirão (?–c. 4 a.C.), em latim Marcus Tullius Tiro, foi um escravo de Cícero, mais tarde libertado por este.
A data de nascimento de Tirão é incerta. De acordo com Jerônimo de Estridão, pode ser datada em 103 a.C., fazendo-o pouco mais jovem que Cícero. Contudo, ele pode ter nascido bem mais tarde: Cícero se refere a ele como um "jovem" em 50 a.C.
É possível que Tirão tenha nascido como escravo na propriedade de Cícero em Arpino e tenha vindo com sua família para Roma. Cícero se refere muito freqüentemente a Tirão em suas cartas. Suas tarefas incluíam redigir cartas ditadas, decifrar os manuscritos de Cícero e organizar para ele a mesa, o jardim e as finanças. Cícero frisa o quanto Tirão era útil para ele no trabalho e nos estudos. Foi libertado em 53 a.C. e acompanhou Cícero durante seu governo na Cilícia, embora sua saúde freqüentemente o afastasse de seu senhor — muitas das cartas de Cícero revelam a preocupação com sua saúde.
Acredita-se que Tirão acumulou e publicou o trabalho de Cícero depois de sua morte, e parece ter sido também escritor: muitos escritores antigos se referem a trabalhos de Tirão, atualmente perdidos. Aulo Gélio afirma que ele "escreveu vários livros sobre o uso e a teoria da língua latina e sobre diferentes questionamentos de várias naturezas", e também o cita sobre as diferenças entre nomes gregos e latinas de algumas estrelas. Ascônio Pediano, em seus comentários sobre os discursos de Cícero, refere-se a uma biografia de Cícero feita por Tirão em pelo menos quatro volumes, e Plutarco se refere a ele como fonte para dois incidentes na vida de Cícero. A ele é atribuída a invenção do sistema taquigráfico de sinais tironianos, usado mais tarde por monges etc. Não há evidências dessa invenção, embora Plutarco reconheça que os escreventes de Cícero tenham sido os primeiros romanos a registrar discursos usando taquigrafia. 
Após a morte de Cícero, Tirão adquiriu uma propriedade perto de Putéolos (atual Pozzuoli), onde, segundo Jerônimo, morreu em 4 a.C. com noventa e nove anos de idade.